# 26. Thailändisches Repräsentantenhaus
Das 26. thailändische Repräsentantenhaus wurde am 14. Mai 2023 gewählt und trat am 3. Juli 2023 zu seiner Konstituierung zusammen. Damit endete die Legislaturperiode des 25. Repräsentantenhauses und damit die Amtszeit der Regierung Prayut II. In der 26. Legislaturperiode sind sieben größere Parteien (BJT, CP, DP, MFP, PPRP, PTP, und RTSC) vertreten, sowie 26 Abgeordnete von Klein- und Kleinstparteien.

## Sitzungen

### Konstituierende Sitzung
Das Repräsentantenhaus versammelte sich zur konstituierenden Sitzung am 3. Juli 2023 und wurde durch den amtierenden König Maha Vajiralongkorn eröffnet. Die Wahl des Parlamentspräsidenten wurde auf den folgenden Tag angesetzt.

## Parlamentsvorstand
| Parlamentspräsident    | Partei |            | Amtszeit      |
| ---------------------- | ------ | ---------- | ------------- |
| Wan Muhamad Noor Matha | (PCC)  |            | 4. Juli 2023– |
| Stellvertreter         | Partei | Wahl       | Amtszeit      |
| Padipat Suntiphada     | (MFP)  | 312-105-79 | 4. Juli 2023– |
| 2. Stellvertreter      | Partei | Wahl       | Amtszeit      |
| Pichet Chuamuangphan   | (PTP)  | [ 2 ]      | 4. Juli 2023– |

Sowohl die Fortschrittspartei, als auch die Pheu-Thai-Partei meldeten Anspruch auf den Parlamentsvorsitz an. Hierfür war ein Treffen beider Parteien am 28. Juni 2023 angesetzt, um Meinungsverschiedenheiten auszuräumen, jedoch wurde das Treffen abgesagt.
Die Fortschrittspartei nominierte Padipat Suntiphada als Kandidaten auf den Posten. Am Tag der konstituierenden Sitzung nominierte die Pheu-Thai-Partei den Vorsitzenden der Prachachart-Partei Wan Muhamad Noor Matha als Kandidaten. Wan Noor sagte, dass er die Position nicht wolle, jedoch

„wenn die Pheu-Thai-Partei wirklich beschließt, mich zu nominieren, bin ich gewillt, die Nominierung zu akzeptieren, jedoch müssen wir der Meinung der Fortschrittspartei und des Volkes zuhören. Wenn das Volk zustimmt, freue ich mich, für es zu arbeiten; es wird jedoch für das letzte Mal meines politischen Lebens sein.“

Die Fortschrittspartei stimmte später der Unterstützung der Kandidatur Wan Noors zu und beendete die parlamentarische Krise. Suntiphada wurde von der Partei für den Stellvertreterposten nominiert; die RTSC nominierte Witthaya Kaewparadai.